# Maxim Konstantinowitsch Kainow
Maxim Konstantinowitsch Kainow (russisch Максим Константинович Кайнов; * 24. März 2002 in Bronnizy) ist ein russischer Fußballspieler.

## Karriere
Kainow begann seine Karriere bei Master-Saturn Jegorjewsk. Im Februar 2021 wechselte er in die Jugend von Arsenal Tula. Im Februar 2022 stand er erstmals im Profikader Arsenals. Sein Profidebüt in der Premjer-Liga gab er anschließend im April 2022 gegen Achmat Grosny. Bis zum Ende der Saison 2021/22 kam er zu sieben Einsätzen im Oberhaus, aus dem er mit Tula allerdings abstieg. Zudem spielte er einmal für die Reserve in der Perwenstwo PFL.

## Persönliches
Sein Vater Konstantin war ebenfalls Fußballspieler.